# Českomoravský veteránský spolek (Olomouc)
Olomoucký Českomoravský veteránský spolek, někdy také Českomoravský vojenský veteránský spolek korunního prince arcivévody Rudolfa v Olomouci či Spolek česko-moravských vysloužilců v Olomouci, byl dobročinný spolek, založený v Olomouci v roce 1874. Byl jedním z mnoha veteránských spolků v českých zemích. V Olomouci kromě něj působil také německý spolek vysloužilců.

## Historie
Spolek byl založen na konci roku 1874 a první valná hromada spolku se konala 24. ledna 1875 v hostinci Občanské besedy. V roce 1881 měl spolek 79 činných členů a 29 čestných členů. Příjmy získával z příspěvků a darů. Na příspěvcích vybral v roce 1880 celkem 469 zlatých, 30 krejcarů, na darech 239 zlatých, 59 krejcarů, přičemž 124 zlatých, 80 krejcarů věnoval onemocnělým členům a zbytek uložil. Spolek pravidelně pořádal plesy. 26. ledna 1884 se konal ples v prostorách Měšťanské střelnice.
Organizace měla vlastní kapelu a vlastní prapor. 11. 8. 1895 se konalo svěcení spolkového praporu spolu se slavnostním průvodem, na kterém se podílelo „přečetně spolků veteránských z celého bližšího i širšího okolí a též některé spolky zábavné a čtenářské“. 23. srpna 1896 se účastnila bohoslužby k oslavě narozenin císaře Františka Josefa I. u Panny Marie Sněžné se spolkovou hudbou a praporem. Tentýž den pořádal spolek výlet na Klášterní Hradisko, kde probíhalo hraní kuželek o ceny a další zábavy.